# Bōken desho desho?
Bōken desho desho? (冒険でしょでしょ？? lett. "È un'avventura, vero, vero?") è un brano musicale scritto da Aki Hata (testo) e Akiko Tomita e Morihiro Suzuki (musica), ed interpretato da Aya Hirano. Il brano è stato pubblicato come singolo discografico il 26 aprile 2006 dalla Lantis.
Bōken desho desho? è la sigla iniziale della prima stagione dell'anime La malinconia di Haruhi Suzumiya, oltre che del film Suzumiya Haruhi no shōshitsu e dei videogiochi Suzumiya Haruhi no tomadoi e Suzumiya Haruhi no tsuisō. Si posizionò al 10º posto nella classifica dei CD più venduti da amazon.co.jp.
Il brano è stato incluso in vari album di Aya Hirano: Riot Girl (2008), 1st LIVE 2008 RIOT TOUR LIVE DVD (2009), Suzumiya Haruhi no Yūutsu -Super Remix- Full-Mix (2009), AYA HIRANO Music Clip Collection vol.1 (2009) ed Aya Museum (2010).
Il singolo contiene anche la canzone Kaze yomi ribbon che è la prima sigla di apertura (episodi da 7 a 35) di SOS Dan rajio shibu, il radiodramma de La malinconia di Haruhi Suzimiya.

## Tracce
CD singolo （LACM-4255）
1. Aya Hirano (Haruhi Suzumiya) – Bōken desho desho? (冒険でしょでしょ？? lett. "È un'avventura, vero, vero?") – 4:18 (testo: Aki Hata – musica: Akiko Tomita (musica) e Takahiro Ando (arrangiamento))
2. Kaze yomi ribbon (風読みリボン? lett. "Il nastro per leggere il vento") – 3:47
3. Bōken desho desho? (off vocal) (冒険でしょでしょ？（off vocal）?) – 4:18
4. Kaze yomi ribbon (off vocal) (風読みリボン（off vocal）?) – 3:47

## Risultati
- Massima posizione nella classifica settimanale Oricon: 10[3]
- Settimane in classifica: 28
- Vendite: 63,371
- Posizione nella classifica di fine anno 2006: 141